# Lorenzo De Silvestri
Lorenzo De Silvestri (Roma, provincia de Roma, 23 de mayo de 1988) es un futbolista italiano. Juega de defensa y su equipo es el Bologna F. C. 1909 de la Serie A de Italia.

## Selección nacional
Ha sido internacional con la selección de fútbol de Italia en 6 ocasiones. Debutó el 7 de septiembre de 2010, en un encuentro ante la selección de las Islas Feroe que finalizó con marcador de 5-0 a favor de los italianos.

## Estadísticas

### Clubes
Actualizado al último partido disputado el 31 de agosto de 2024.
| Club                        | Div.          | Temporada     | Liga  | Liga  | Copas nacionales | Copas nacionales | Copas internacionales | Copas internacionales | Total | Total |
| Club                        | Div.          | Temporada     | Part. | Goles | Part.            | Goles            | Part.                 | Goles                 | Part. | Goles |
| --------------------------- | ------------- | ------------- | ----- | ----- | ---------------- | ---------------- | --------------------- | --------------------- | ----- | ----- |
| S. S. Lazio · Italia        | 1.ª           | 2005-06       | 0     | 0     | 1                | 0                | 2                     | 0                     | 3     | 0     |
| S. S. Lazio · Italia        | 1.ª           | 200-06        | 2     | 0     | 2                | 1                | —                     | —                     | 4     | 1     |
| S. S. Lazio · Italia        | 1.ª           | 2007-08       | 24    | 0     | 4                | 1                | 6                     | 0                     | 34    | 1     |
| S. S. Lazio · Italia        | 1.ª           | 2008-09       | 21    | 0     | 7                | 0                | —                     | —                     | 28    | 0     |
| S. S. Lazio · Italia        | Total club    | Total club    | 47    | 0     | 14               | 2                | 8                     | 0                     | 69    | 2     |
| ACF Fiorentina · Italia     | 1.ª           | 2009-10       | 26    | 1     | 3                | 0                | 5                     | 0                     | 34    | 1     |
| ACF Fiorentina · Italia     | 1.ª           | 2010-11       | 26    | 1     | 2                | 0                | —                     | —                     | 28    | 1     |
| ACF Fiorentina · Italia     | 1.ª           | 2011-12       | 22    | 0     | 2                | 0                | —                     | —                     | 24    | 0     |
| ACF Fiorentina · Italia     | Total club    | Total club    | 74    | 2     | 7                | 0                | 5                     | 0                     | 86    | 2     |
| U. C. Sampdoria · Italia    | 1.ª           | 2012-13       | 24    | 2     | 1                | 0                | —                     | —                     | 25    | 2     |
| U. C. Sampdoria · Italia    | 1.ª           | 2013-14       | 35    | 2     | 1                | 0                | —                     | —                     | 36    | 2     |
| U. C. Sampdoria · Italia    | 1.ª           | 2014-15       | 33    | 4     | 2                | 0                | —                     | —                     | 35    | 4     |
| U. C. Sampdoria · Italia    | 1.ª           | 2015-16       | 17    | 0     | 0                | 0                | —                     | —                     | 17    | 0     |
| U. C. Sampdoria · Italia    | 1.ª           | 2016-17       | 0     | 0     | 1                | 0                | —                     | —                     | 1     | 0     |
| U. C. Sampdoria · Italia    | Total club    | Total club    | 109   | 8     | 5                | 0                | 0                     | 0                     | 114   | 8     |
| Torino F. C. · Italia       | 1.ª           | 2016-17       | 16    | 1     | 2                | 0                | —                     | —                     | 18    | 1     |
| Torino F. C. · Italia       | 1.ª           | 2017-18       | 35    | 5     | 3                | 2                | —                     | —                     | 38    | 7     |
| Torino F. C. · Italia       | 1.ª           | 2018-19       | 32    | 2     | 2                | 0                | —                     | —                     | 34    | 2     |
| Torino F. C. · Italia       | 1.ª           | 2019-20       | 29    | 0     | 2                | 1                | 6                     | 2                     | 37    | 3     |
| Torino F. C. · Italia       | Total club    | Total club    | 112   | 8     | 9                | 3                | 6                     | 2                     | 127   | 13    |
| Bologna F. C. 1909 · Italia | 1.ª           | 2020-21       | 29    | 2     | 1                | 0                | —                     | —                     | 30    | 2     |
| Bologna F. C. 1909 · Italia | 1.ª           | 2021-22       | 31    | 3     | 0                | 0                | —                     | —                     | 31    | 3     |
| Bologna F. C. 1909 · Italia | 1.ª           | 2022-23       | 15    | 1     | 2                | 0                | —                     | —                     | 17    | 1     |
| Bologna F. C. 1909 · Italia | 1.ª           | 2023-24       | 15    | 2     | 2                | 0                | —                     | —                     | 17    | 2     |
| Bologna F. C. 1909 · Italia | 1.ª           | 2024-25       | 2     | 0     | 0                | 0                | 0                     | 0                     | 2     | 0     |
| Bologna F. C. 1909 · Italia | Total club    | Total club    | 92    | 8     | 5                | 0                | 0                     | 0                     | 97    | 8     |
| Total carrera               | Total carrera | Total carrera | 434   | 26    | 40               | 5                | 19                    | 2                     | 493   | 33    |

## Palmarés

### Campeonatos nacionales
| Título      | Club               | País   | Año     |
| ----------- | ------------------ | ------ | ------- |
| Copa Italia | S. S. Lazio        | Italia | 2008-09 |
| Copa Italia | Bologna F. C. 1909 | Italia | 2024-25 |